# Olea caudatilimba
Espèce
Classification phylogénétique
Olea caudatilimba L. C. Chia (en langue chinoise translittérée : wei ye mu xi lan) est une espèce de plantes à fleurs du genre Olea et de la famille des Oleaceae. C'est un arbre ou un arbuste de 3 à 8 m qui pousse en Chine dans les montagnes du Yunnan.

## Description botanique

### Appareil végétatif
Ce sont des arbres ou arbustes de 3 à 8 m de hauteur. Les petites branches sont légèrement comprimées, pubérulentes. Le pétiole mesure 8 à 10 mm, pubescent.
Les feuilles sont lancéolées ou elliptiques-oblongues de 5,5 à 9 cm par 2 à 3,5 cm, coriaces, glabres, la base cunéiforme ou largement cunéiforme, la marge est entière, l'apex de la feuille est acuminé à caudato-acuminé et obtus. Les nervures primaires sont au nombre  de 10 à 15 de part et d'autre de la nervure principale, presque à angle droit avec celle-ci, légèrement saillantes.

### Appareil reproducteur

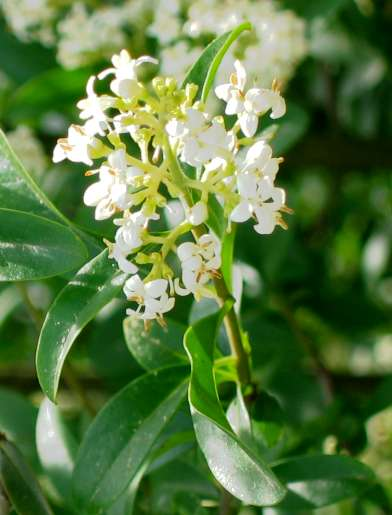
Inflorescence d'Oleacée en panicule.

Les panicules floraux sont axillaires ou terminaux, de 2,5 à 3 cm, peu garnis en fleurs, pubescents. Les fleurs sont bisexuées. Le pédoncule mesure 0 à 3 mm. Le calice mesure 1,5 à 2 mm. La corolle est jaunâtre, de 3 mm. Les lobes sont longs et elliptiques, de 2 mm, obtus.
Le fruit est une drupe longue, ellipsoïde de 7 à 12 par 3,5 à 6.5 mm, avec des lenticelles éparses. La floraison survient en avril, la mise à fruits en mai-juin.

### Répartition géographique
C'est un arbre de la flore de Chine où il vit dans la région du Yunnan, dans des crevasses rocheuses à environ 1500 m d'altitude. C'est un arbre de climat plutôt tempéré.

## Utilisations
C'est un arbre utilisé dans les parcs et jardins.

## Sources
Pour des articles plus généraux, voir Oleaceae et Olea.